# Abigail Williams
Abigail Williams, död efter 1692, var en av de vittnena i den berömda häxprocessen i Salem. 
Hon var kusin till Betty Parris och bodde hos dennas far, hennes onkel, Salems kyrkoherde Samuel Parris. 
Häxprocessen i Salem utbröt sedan ett antal flickor, Betty Parris, Abigail Williams, Ann Putnam, Mercy Lewis, Mary Walcott, och Elizabeth Hubbard hade plågats av anfall. Parris och Williams anklagade sedan tre kvinnor: Tituba, Sarah Good och Sarah Osborne, för att ha förtrollat dem, vilkas arrestering var början på häxprocessen. 
Hennes liv efter häxprocessen är okänt.  

## Eftermäle
Abigal Williams är en av rollfigurerna i Arthur Millers teaterpjäs Häxjakt (originaltitel: The Crucible) från 1953.